# Verdunska pogodba
Verdunska pogodba, podpisana avgusta 843, je bila prva od pogodb, ki so Karolinško cesarstvo razdelile  na tri kraljestva med tri še žive sinove Ludvika Pobožnega, sina in naslednika Karla Velikega. Pogodba je bila podpisana v  Verdun-sur-Meuse in je končala triletno karolinško državljansko vojno.

## Ozadje
Ko je Ludvik Pobožni je leta 840 umrl, je njegov najstarejši sin, Lotar I. Karolinški, zahteval oblast nad celim očetovim kraljestvom in podprl zahtevo svojega nečaka Pipina II. po Akvitaniji, veliki pokrajini na zahodu Frankovskega cesarstva. Lotarjev brat Ludvik Nemški in njegov polbrat Karel Plešasti nista hotela priznati Lotarjeve nadoblasti in sta mu napovedala vojno. Leta 841 sta ga v  bitki pri Fontenayu premagala in svoje zavezništvo leta 842 zapečatila  s strasbourško prisego, s katero sta Lotarja razglasila  neprimernega  za cesarski prestol. Lotar se je po teh dogodkih omehčal in bil pripravljen na pogajanja.

## Določila
Vsak od treh bratov je že imel svoje kraljestvu: Lotar v Italiji, Ludvik Nemški na Bavarskem in Karel Plešasti v Akvitaniji. Določila:
- Lotar, ki je bil leta 817 imenovan za socesarja, je svoj naslov obdržal.  Dobil je osrednji del cesarstva, iz katerega so kasneje nastale (od severa proti jugu): Nizozemska, Lorena, Alzacija, Burgundija, Provansa in Italsko kraljestvo, ki je obsegalo severni del Apeninskega polotoka, s skupnim imenom Srednja Francija. Dobil je tudi dve cesarski mesti, Aachen in Rim. Cesarski naslov je pomenil samo formalno oblast nad bratovima kraljestvoma.[1]
- Ludvik Nemški je dobil vzhodni del Frankovskega cesarstva, se pravi ozemlje vzhodno od Rena in severno od Italije z imenom Vzhodna Francija. Iz nje je nastalo srednjeveško Nemško kraljestvo, največje v Svetem rimskem cesarstvu.
- Karel Plešasti je dobil del cesarstva zahodno od Rone, ki je kasneje postalo Francija.  Pipin II. je dobil Akvitansko kraljestvo, vendar pod Karlovo nadoblastjo.

Po Lotarjevi smrti leta 855 sta Gornja in Spodnja Burgundija (Arles in Provansa) prešli na njegovega tretjega sina Karla Provansalskega, ozemlje severno od Alp pa na njegovega drugega sina Lotarja II., po katerem je dobilo ime Lotaringija in sodobno ime Lorena. Lotarjev najstarejši sin Ludvik II. je nasledil Italijo in očetov cesarski naslov.

## Sklic
1. ↑  Friedrich Heer. The Holy Roman Empire, str. 20.